# Partei Neues Aserbaidschan

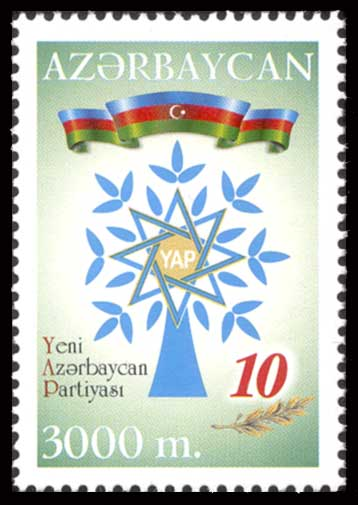
Logo auf einer Briefmarke

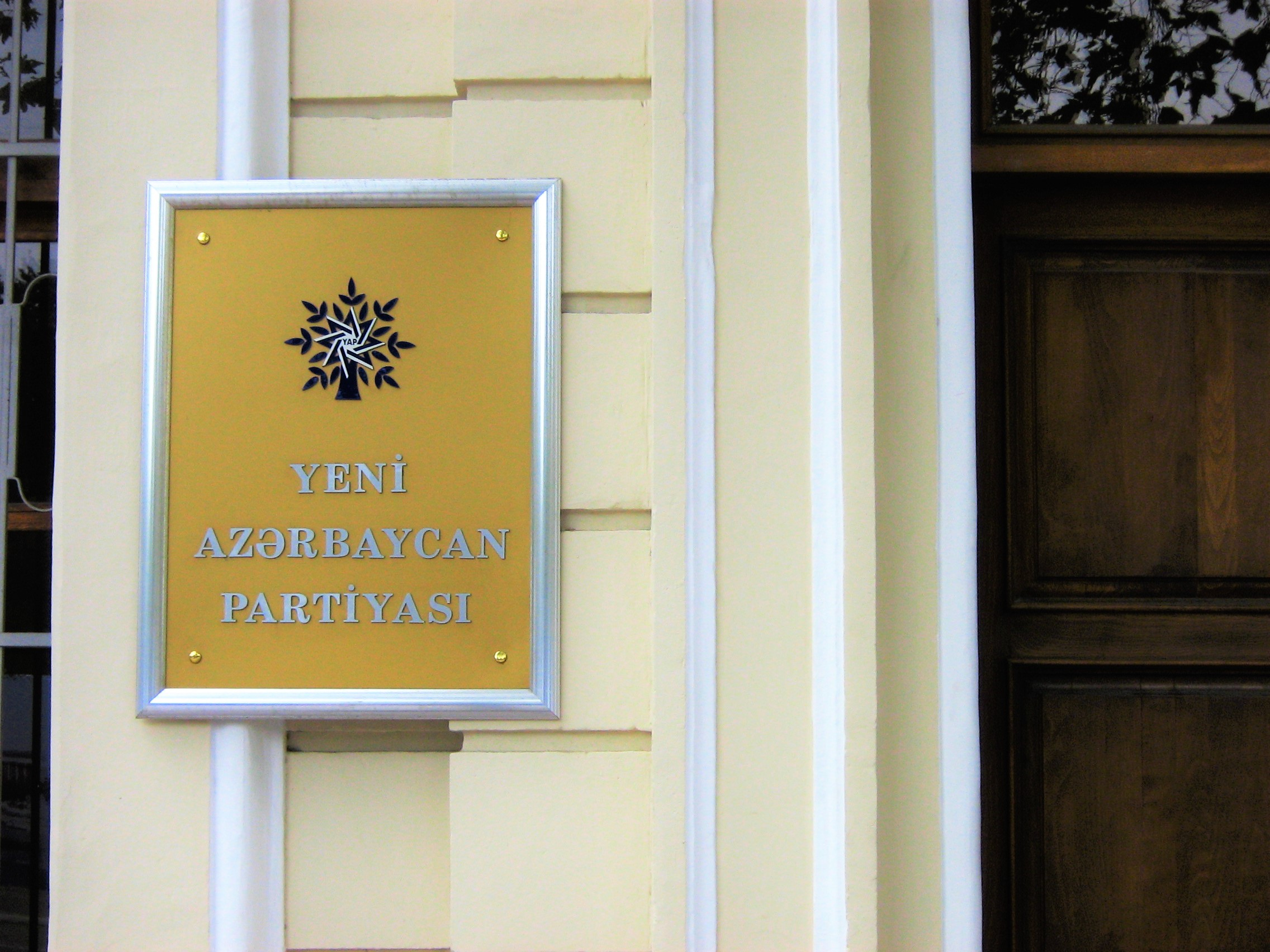
Hauptsitz der Partei in Baku.

Die Partei Neues Aserbaidschan (aserbaidschanisch Yeni Azərbaycan Partiyası, kurz YAP; russisch Новый Азербайджан) ist eine nationalistische Partei in Aserbaidschan, die den aktuellen Präsidenten stellt und damit die Politik Aserbaidschans dominiert. Die Partei wurde am 18. Dezember 1992 gegründet und hat etwa 518.000 Mitglieder.
Neben dem Staatspräsidenten İlham Əliyev stellt sie auch den Ministerpräsidenten Əli Əsədov.

## Ideologisches Profil
Die Partei ist nationalistisch und laizistisch ausgerichtet. Die Prinzipien der Partei sind:
- Souveränität
- Aserbaidschanismus
- aserbaidschanische Solidarität
- Fortschritt
- Rechtsstaatlichkeit
- Soziale Gerechtigkeit

## Geschichte
Nach der Unabhängigkeitserklärung Aserbaidschans wandte sich Heydar Əliyev, der Erster Sekretär der KPdSU in der Aserbaidschanischen SSR war, von der kommunistischen Ideologie ab und trat am 19. Juli 1991 aus der KP aus. Die aserbaidschanische KP löste sich in der Folgezeit auf und benannte sich später in Volksfront Neues Aserbaidschan um; Heydar Əliyev wurde deren erster Vorsitzender.
Seit 1995 ist der Sohn Heydars, İlham Əliyev, Parlamentsabgeordneter für Neues Aserbaidschan in der Republik Aserbaidschan. Im Dezember 1999 wurde er zum Stellvertretenden Vorsitzenden und 2001 zum Ersten Stellvertretenden Vorsitzenden der Partei Yeni Azərbaycan gewählt.

## Wahlen
Die Regierungspartei Neues Aserbaidschan erhielt bei den Parlamentswahlen von 1995 70 der 125 Sitze und bei den Wahlen 2000 75 Sitze. Diese Wahlen gelten als manipuliert. Auch die Parlamentswahlen am 6. November 2005, bei der die Regierungspartei Neues Aserbaidschan die Mehrheit gewann, entsprachen nach Ansicht der OSZE-Wahlbeobachtungsmission trotz einiger Verbesserungen in verschiedener Hinsicht nicht internationalen Standards. Aus diesem Grund erkannte das Verfassungsgericht Aserbaidschans das Wahlergebnis in zehn Wahlkreisen nicht an. Die Wiederholungswahlen am 13. Mai 2006 genügten internationalen Standards ebenfalls nicht. Nach dem amtlichen Endergebnis verfügt Neues Aserbaidschan über die relative Mehrheit im Parlament.
Bei der Parlamentswahl 2010 baute die Partei ihre Mehrheit aus. Die Opposition sprach auch hier von massiven Wahlmanipulationen.